# تهجين قمعي مختزل
التهجين المختزل(Subtractive hybridization) هو عبارة عن تكنولوجيا تسمح بالمضاعفة القائمة على تفاعل البوليميراز المتسلسل (PCR-based) لفتات الحمض النووي المتمم (cDNA) فقط التي تختلف بين عملية التحكم (التسليم) والترنسكريبتوم (transcriptome) التجريبي. وقد تم إلقاء الضوء على الاختلافات في الوفرة النسبية للنُسخ، باعتبارها اختلافات بين الأنواع. وتعتمد هذه التكنولوجيا على إزالة الحمض النووي ثنائي الضفيرة (dsDNA) الناتج من التهجين بين عملية التحكم وعينة الاختبار، وبهذا يتم القضاء على الأحماض النووية التكميلية أو الأحماض النووية الجينية (gDNA) للسلالة المتشابهة والاحتفاظ بالنسخ أو التسلسلات الجينية المختلفة بوضوح أو المتغيرة في التسلسل.
وقد تم بنجاح استخدام التهجين القمعي المختزل (Suppression subtractive hybridization) لتحديد تسلسلات الحمض النووي لسلالة ما أو لأصناف معينة في مجموعة مختلفة من البكتيريا بما في ذلك أنواع بكتريا الضمّة (Vibrio).

## وصلات خارجية
- Overview at evrogen.com
- Munir S, Singh S, Kaur K, Kapur V (2004). "Suppression subtractive hybridization coupled with microarray analysis to examine differential expression of genes in virus infected cells". Biol Proced Online. ج. 6: 94–104. DOI:10.1251/bpo77. PMC:420231. PMID:15181476.{{استشهاد بدورية محكمة}}:  صيانة الاستشهاد: أسماء متعددة: قائمة المؤلفين (link) link
- Diatchenko L, Lau Y, Campbell A, Chenchik A, Moqadam F, Huang B, Lukyanov S, Lukyanov K, Gurskaya N, Sverdlov E, Siebert P (1996). "Suppression subtractive hybridization: a method for generating differentially regulated or tissue-specific cDNA probes and libraries". Proc Natl Acad Sci USA. ج. 93 ع. 12: 6025–30. DOI:10.1073/pnas.93.12.6025. PMC:39182. PMID:8650213.{{استشهاد بدورية محكمة}}:  صيانة الاستشهاد: أسماء متعددة: قائمة المؤلفين (link)
- Galbraith E, Antonopoulos D, White B (2004). "Suppressive subtractive hybridization as a tool for identifying genetic diversity in an environmental metagenome: the rumen as a model". Environ Microbiol. ج. 6 ع. 9: 928–37. DOI:10.1111/j.1462-2920.2004.00575.x. PMID:15305918.{{استشهاد بدورية محكمة}}:  صيانة الاستشهاد: أسماء متعددة: قائمة المؤلفين (link)